# 로버트 프로스트
로버트 프로스트(Robert Frost, 1874년 3월 26일 ~ 1963년 1월 29일)는 미국의 시인이다. 뉴햄프셔의 농장에서 오랫동안 생활한 그는, 그 지방의 아름다운 자연을 맑고 쉬운 언어로 표현하였다. 그는 자연 속에서 인생의 깊고 상징적인 의미를 찾으려고 노력한 시인이었으며, 20세기 미국 최고의 국민 시인으로, 전후 4회에 걸쳐 퓰리처상을 받았다. New Hampshire (1923), Frost’s Collected Poems (1930), A Further Range (1936), A Witness Tree (1942)로 4회 수상하였다. 작품으로 <소년의 의지>라는 시와 시집 《보스턴의 북쪽》, 《시 모음집》등이 있다.

## 대표작
- 〈A Boy's Will〉- 〈소년의 의지〉. 1913년 출판.
- 《North of Boston》 - 《보스턴의 북쪽》. 시집. 1914년 출판.
- 〈The Road Not Taken〉- 〈가지 않은 길〉. 1915년 출판.
- 〈Build soil〉 - 〈토양을 만들자〉. 1932년 출판.

## 참고 자료
- 이 문서에는 다음커뮤니케이션(현 카카오)에서 GFDL 또는 CC-SA 라이선스로 배포한 글로벌 세계대백과사전의 내용을 기초로 작성된 글이 포함되어 있습니다.